# Parafia św. Jadwigi Śląskiej w Karnkowie
Parafia Świętej Jadwigi Śląskiej w Karnkowie – parafia rzymskokatolicka, znajdująca się w diecezji włocławskiej, w dekanacie lipnowskim. 

## Duszpasterze
- proboszcz: ks. Zbigniew Popławski (od 2025)

## Kościoły
- kościół parafialny: Kościół św. Jadwigi Śląskiej w Karnkowie